# Ajaccio
Ajaccio (IPA: [aʒaksjo]ⓘ; olaszul: Aiaccio vagy Ajaccio, IPA: [aˈjattʃo], korzikai nyelven Aiacciu, IPA: [aˈjattʃu], ajacciói dialektusban Aghjacciu) város Franciaországban, Korzika szigetének fővárosa, egyúttal Corse-du-Sud megye székhelye. Franciaország kulturális és történelmi városa címet viseli.

## Fekvése

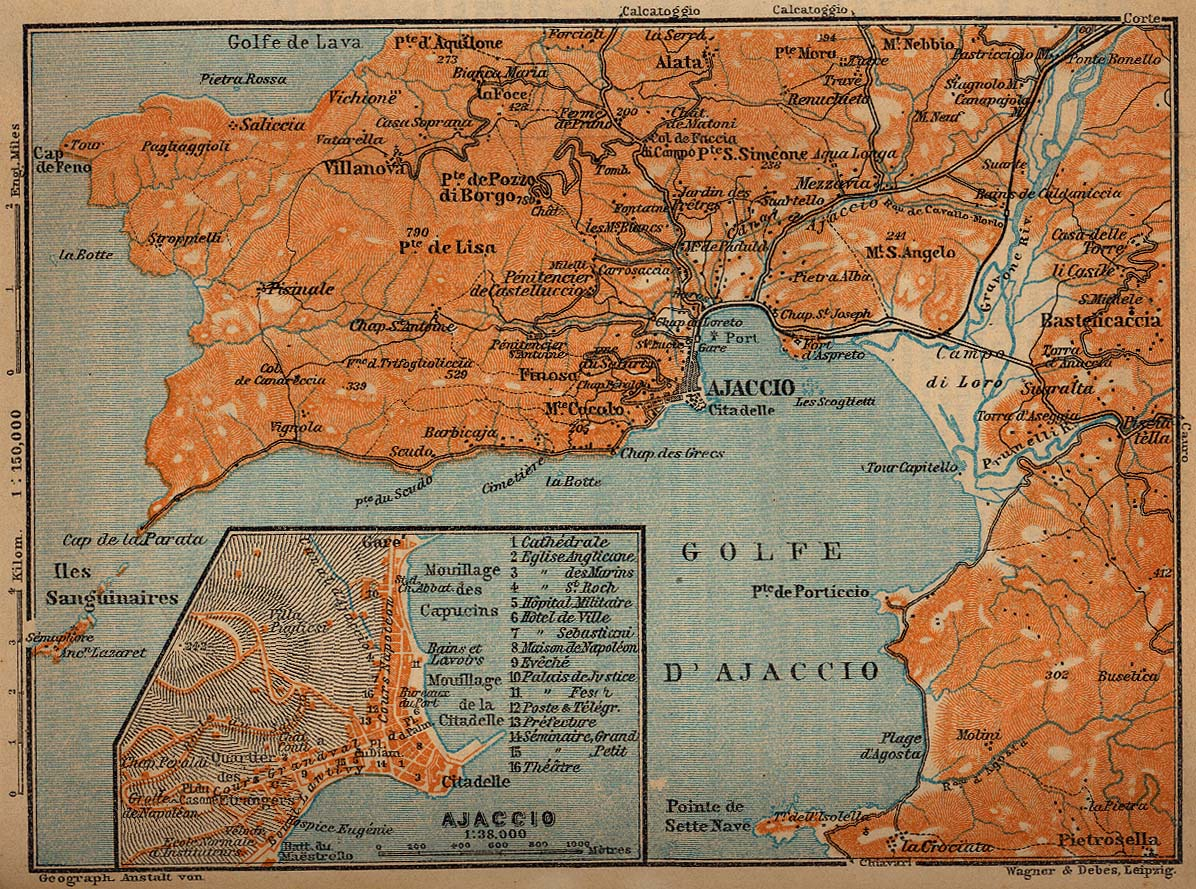
Ajaccio térképe

Ajaccio Korzika szigetének nyugati partján, Marseille-től 210 km-re délkeletre fekszik. Az Ajacciói-öböl északi partján, a környező erdős dombok közötti védett helyen található, kikötője a város északi részén, délről egy félsziget védelmében terül el.

## Éghajlata
| Hónap                                                                     | Jan. | Feb. | Már. | Ápr. | Máj. | Jún. | Júl. | Aug. | Szep. | Okt. | Nov. | Dec. | Év   |
| ------------------------------------------------------------------------- | ---- | ---- | ---- | ---- | ---- | ---- | ---- | ---- | ----- | ---- | ---- | ---- | ---- |
| Rekord max. hőmérséklet (°C)                                              | 22,4 | 25,3 | 29,6 | 32,2 | 34,6 | 38,5 | 40,3 | 39,5 | 40,0  | 35,0 | 29,4 | 22,7 | 40,3 |
| Átlagos max. hőmérséklet (°C)                                             | 13,7 | 13,9 | 15,5 | 17,9 | 21,7 | 25,3 | 28,4 | 28,7 | 25,9  | 22,5 | 17,9 | 14,7 | 20,5 |
| Átlagos min. hőmérséklet (°C)                                             | 4,2  | 4,1  | 5,6  | 7,9  | 11,6 | 14,8 | 17,3 | 17,6 | 15,1  | 12,3 | 8,4  | 5,5  | 10,4 |
| Rekord min. hőmérséklet (°C)                                              | −7,0 | −8,1 | −5,6 | −1,7 | 3,0  | 6,8  | 9,2  | 9,1  | 7,6   | 1,6  | −3,2 | −4,9 | −8,1 |
| Átl. csapadékmennyiség (mm)                                               | 57   | 45   | 49   | 55   | 44   | 22   | 7    | 20   | 52    | 86   | 104  | 76   | 616  |
| Havi napsütéses órák száma                                                | 137  | 155  | 212  | 225  | 287  | 325  | 370  | 335  | 258   | 201  | 137  | 116  | 2756 |
| Forrás: Meteo France , Infoclimat.fr (humidity and snowy days, 1961–1990) |      |      |      |      |      |      |      |      |       |      |      |      |      |

## Története
A város a 7. század óta püspökség székhelye. Ajaccio (latinul: Adiacium) a középkorban Genova birtoka volt. A mai város eredeti helyétől 2 km-re délre fekszik, ott ahova a genovaiak telepítették át 1492-ben. A szigetet először 1553-ban szerezték meg a franciák, de 1559-ben a cateau-cambrésis-i békében visszakerült Genova fennhatósága alá. Franciaország véglegesen 1768-ban foglalta el a Korzikát, és vele együtt a várost is.

## Látnivalók

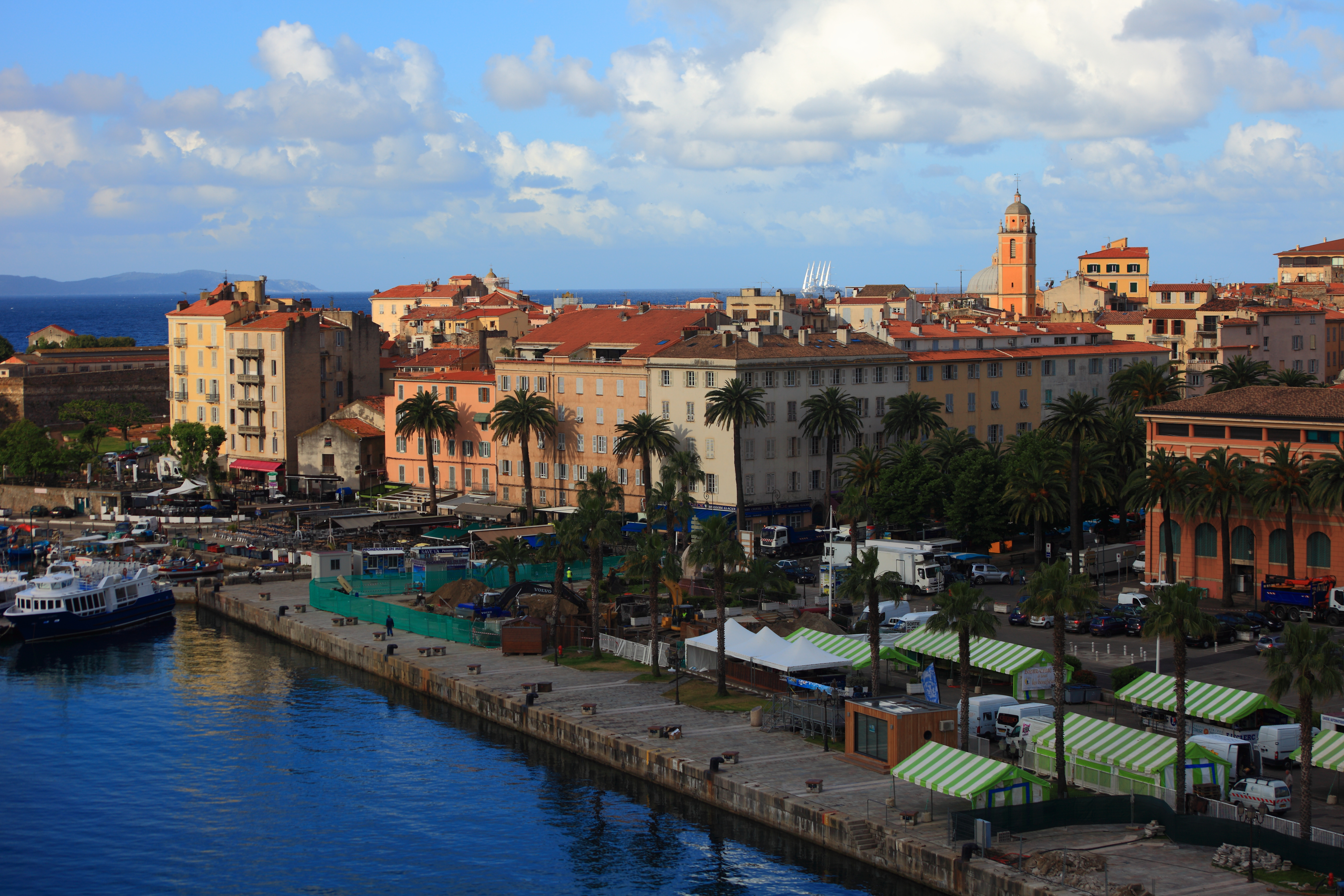
A városközpont

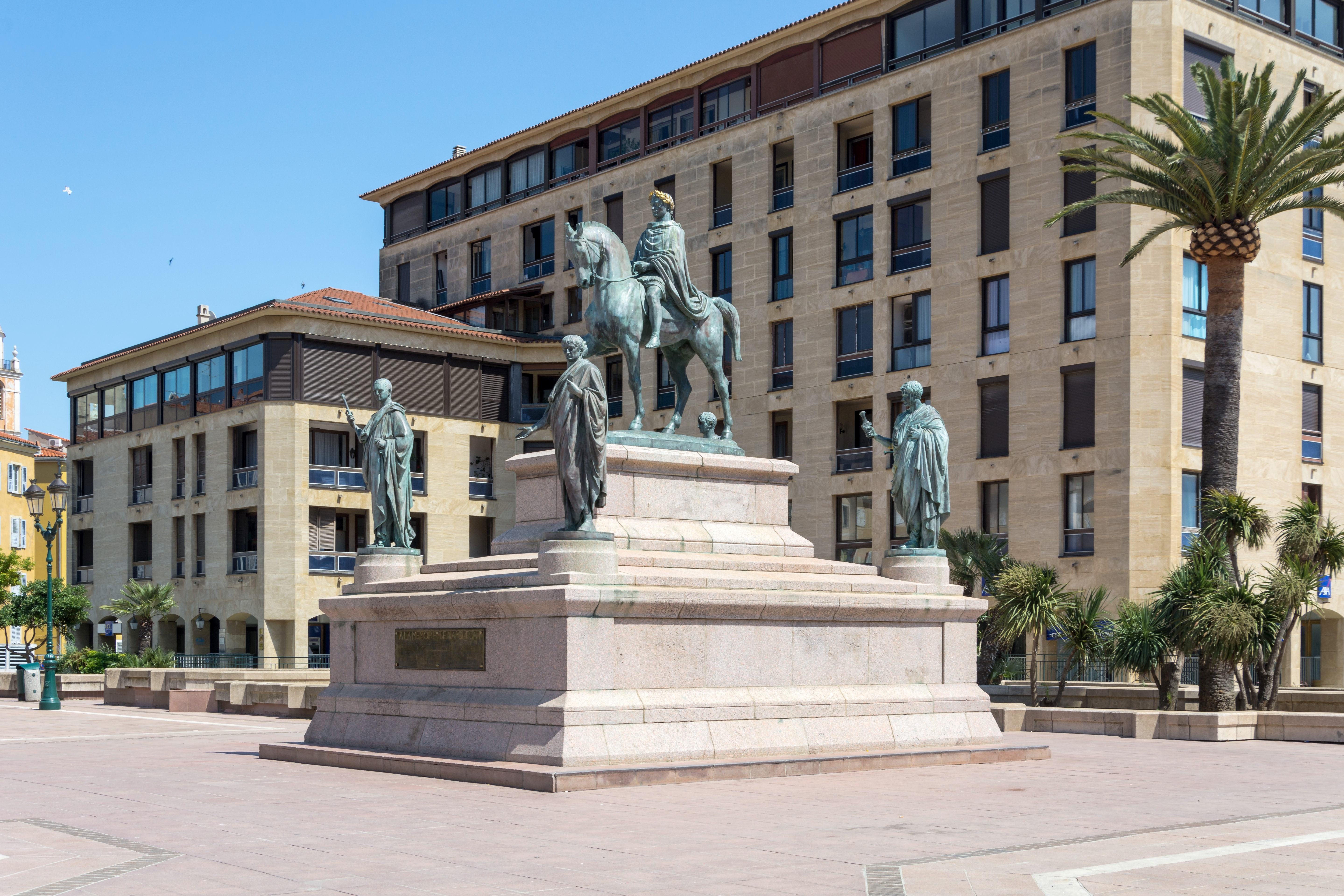
Bonaparte Napóleon szobra a de Gaulle téren

- Az öböl partján benyúló félszigeten áll a citadella.
- A félsziget délnyugati részén található a Bonaparte-ház, itt született 1769-ben Bonaparte Napóleon, a későbbi francia császár. A város nagy szülöttére mindenfelé emlékművek, utcanevek emlékeztetnek.
- A Fesch-palotát az 1763-ban itt született Fesch bíboros építtette.
- A szigetet főként télen keresik fel a látogatók az enyhe éghajlata miatt.
- A városnak múzeuma, könyvtára, számos iskolája van.

## Gazdaság
A városban kisebb üzemek találhatók, ahol cigarettát, makarónit állítanak elő. Fontos megélhetést ad a halászat és a hajóépítés is. A szigetről főként fát, bőrárut, citromot, gesztenyét exportálnak. A kikötő a legnagyobb hajók fogadására is alkalmas.

## Ajaccio szülöttei
- Bonaparte Napóleon tábornok (1769–1821), a Francia Köztársaság Első Konzulja, 1804-től francia császár
- Joseph Fesch (1763–1839), bíboros
- Tino Rossi (1907–1983), énekes, színész
- Fred Scamaroni (1914–1943), II. világháborús hős
- Alizée (1984), popénekes
- Irène Bordoni (1895–1953), énekes, színész

## Sport
A városnak két labdarúgócsapata van: a Ligue 1-ben szereplő AC Ajaccio és a Ligue 2-ben játszó Gazélec FCO Ajaccio. Az AC Ajaccio és Korzika másik nagyvárosa, Bastia labdarúgócsapatának, az SC Bastiának az összecsapása a Derby du Corse, azaz a korzikai derbi.